# Eupithecia dustica
Eupithecia dustica är en fjärilsart som beskrevs av Dyar 1922. Eupithecia dustica ingår i släktet Eupithecia och familjen mätare. Inga underarter finns listade i Catalogue of Life.